# Кюрель (Прованс — Альпы — Лазурный Берег)
Кюре́ль (фр. Curel, окс. Curèu) — коммуна во Франции, находится в регионе Прованс — Альпы — Лазурный Берег. Департамент коммуны — Альпы Верхнего Прованса. Входит в состав кантона Нуайе-сюр-Жаброн. Округ коммуны — Форкалькье.
Код INSEE коммуны — 04067.

## Население
Население коммуны на 2008 год составляло 51 человек.
| 1962 | 1968 | 1975 | 1982 | 1990 | 1999 | 2008 |
| ---- | ---- | ---- | ---- | ---- | ---- | ---- |
| 50   | 38   | 31   | 28   | 37   | 57   | 51   |

## Экономика
В 2007 году среди 37 человек в трудоспособном возрасте (15—64 лет) 25 были экономически активными, 12 — неактивными (показатель активности — 67,6 %, в 1999 году было 75,0 %). Из 25 активных работали 22 человека (8 мужчин и 14 женщин), безработных было 3 (1 мужчина и 2 женщины). Среди 12 неактивных 4 человека были учениками или студентами, 3 — пенсионерами, 5 были неактивными по другим причинам.